# اسکوبار: بهشت گمشده
اسکوبار: بهشت گمشده (به انگلیسی Escobar: Paradise Lost) فیلمی در ژانر رمانتیک-مهیج با کارگردانی و نویسندگی آندریا دی استفانو است در که در سال ۲۰۱۴ و بر مبنای برهه‌ای از داستان زندگی پابلو اسکوبار قاچاقچی کلمبیایی مواد مخدر ساخته شده است.

## خلاصه فیلم
در تابستان سال ۱۹۹۱ یک جوان کانادایی موج سوار به همراه برادر و دوست دختر برادر خود از کانادا به کلمبیا مهاجرت می‌کنند و نیک با برقراری رابطه عاشقانه با ماریا وارد دارو و دسته اسکوبار می‌شود و …

## بازیگران
- بنیسیو دل تورو در نقش پابلو اسکوبار
- جاش هاچرسون در نقش نیک
- بردی کوربت در نقش دراگو
- کلاودیا ترائیساک در نقش ماریا